# Panchrysia mya
Panchrysia mya là một loài bướm đêm trong họ Noctuidae.